# Лабиринт (песня)
«Лабиринт» — песня украинской певицы Ани Лорак, выпущенная независимо 21 октября 2022 года. Является первым синглом в поддержку альбома Остров. Автором песни выступила украинский автор Алёна Мельник. Данная композиция стала возвращением певицы в медиаполе после долгого затишья в связи с событиями на Украине.

## Предыстория и релиз
17 сентября Лорак появилась в инстасторис у журналистки Алены Жигаловой. Тогда же стало известно, что певица готовит концертный тур в Европе, однако он в итоге был отменён. 19 октября на своей странице в соцсети Ани опубликовала отрывок из клипа с короткой подписью: «21/10» — датой выхода сингла «Лабиринт».
21 октября состоялся релиз сингла. Помимо положительных отзывов слушателей, певицу ждал также и негативный отклик, в основном с украинской стороны, в связи с молчанием Лорак и продолжением работы в России.

## Музыкальное видео
Музыкальное видео на песню было выпущено в тот же день, что и песня, его режиссёром стала Катя Як. В ролике певица предстала в вызывающем восточном наряде, мечущаяся по засыпанному песком лабиринту в поисках выхода.

## Отзывы критиков
Алексей Мажаев из InterMedia заметил, что лабиринт — это гораздо более объёмный образ, выходящий далеко за рамки любовных отношений с мужчиной, и, по его мнению, довольно точный символ ситуации, в которую Ани Лорак попала по вине политиков и которую пытается пережить.

## Чарты

### Еженедельные чарты
| Чарт (2022)                    | Высшая позиция |
| ------------------------------ | -------------- |
| Россия (TopHit All Media Hits) | 60             |
| Россия (TopHit Radio Hits)     | 68             |
| Россия (TopHit YouTube Hits)   | 63             |
| Украина (TopHit YouTube Hits)  | 30             |

### Ежемесячные чарты
| Чарт (2022)                   | Высшая позиция |
| ----------------------------- | -------------- |
| Россия (TopHit Radio Hits)    | 68             |
| Россия (TopHit YouTube Hits)  | 100            |
| Украина (TopHit YouTube Hits) | 94             |

## История релиза
| Регион | Дата            | Формат                          | Лейбл       | Ист.   |
| ------ | --------------- | ------------------------------- | ----------- | ------ |
| Мир    | 21 октября 2022 | Цифровая дистрибуция • Стриминг | Независимый | [ 13 ] |
| СНГ    | 21 октября 2022 | Радиоротация                    | Независимый | [ 14 ] |